# Джон Кеппок

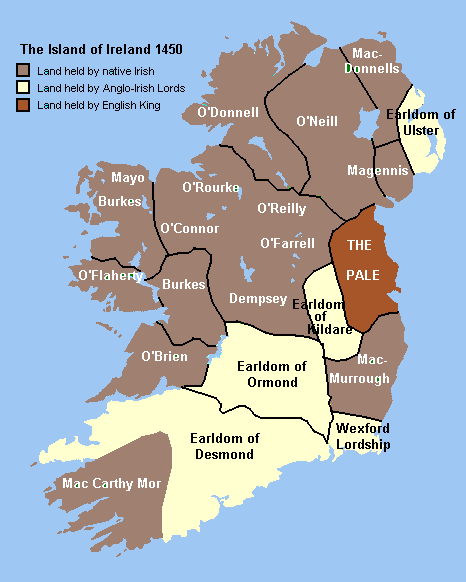
Ірландія в середні віки. Показані англійські володіння, володіння графів Ормонд та Фіцджеральд, володіння незалежних ірландських кланів та королівств.

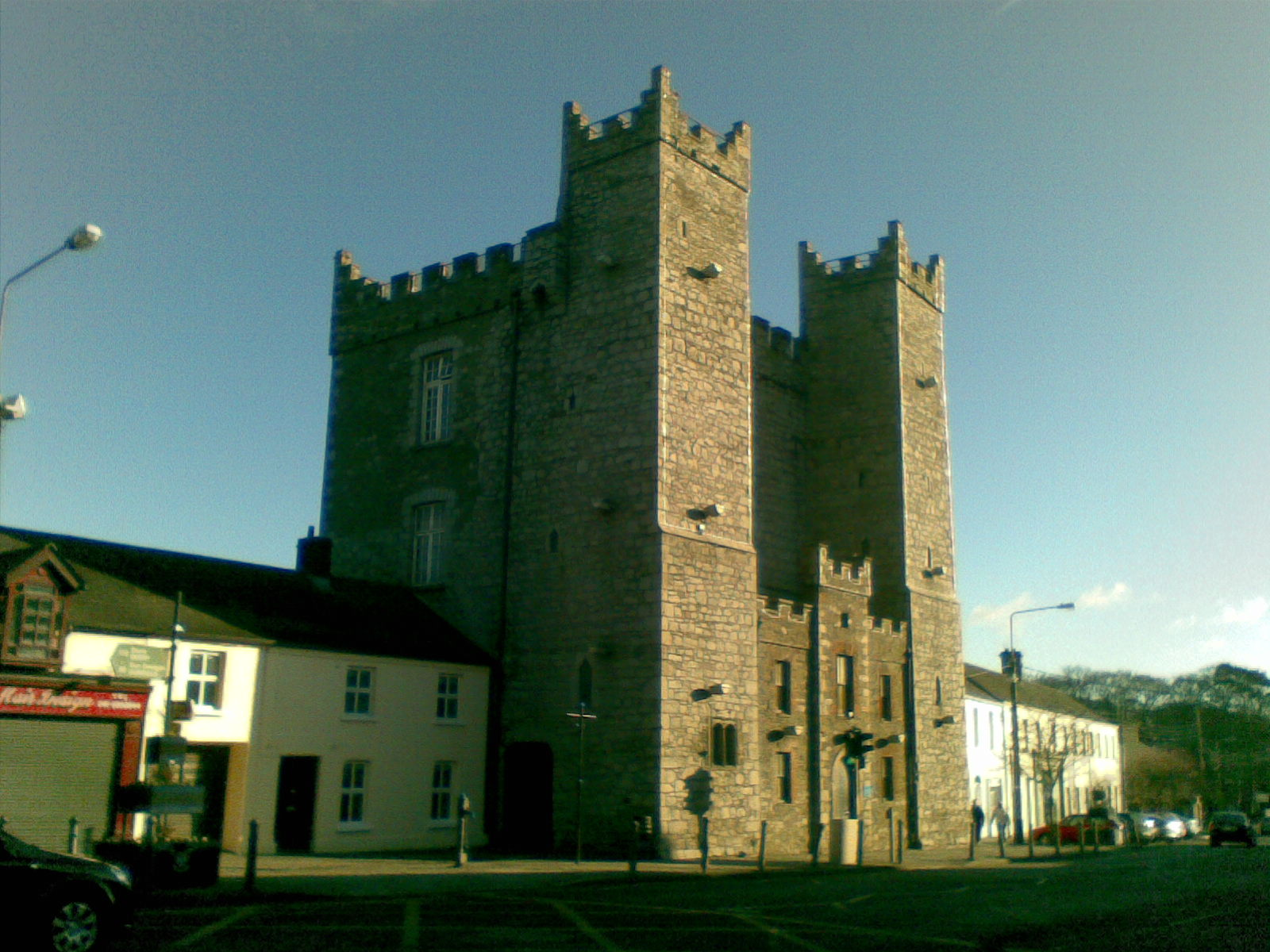
Замок Арді (Ірландія).

Джон Кеппок (англ. — John Keppock) (помер у 1404 р.) — ірландський суддя, політик, державний і церковний діяч кінця XIV століття, верховний лорд-суддя Ірландії, верховний барон казначейства Ірландії та заступник лорд-канцлера Ірландії, охоронець Великої Державної печатки Ірландії на час відсутності лорд-канцлера Ірландії (паломництва в Єрусалим).

## Життєпис

### Походження
Джон Кеппок був сином Саймона Кеппока з Драмкашела, графство Лаут, Ірландія. Родина Кеппоків оселилася в Лауті незабаром після англо-нормандського завоювання Ірландії в 1171 році і була тісно пов'язана з містом Арді. Джон Кеппок з Арді, що помер у 1412 році, був провідною фігурою в уряді міста, а також обіймав посаду верховного шерифа Лаута. Роджер Кеппок, торговець, жив у місті Арді в 1414 році, ймовірно, ці люди були двоюрідними братами судді Джона Кеппока.

### Кар'єра
Джон Кеппок жив в Англії в 1352 році і виступав там як радник могутньої англо-ірландської родини К'юзаків. Через кілька років він повернувся до Ірландії, а в 1356 році був призначений королівським сержантом в Ірландії.
У 1364 році він став верховним лорд-бароном казначейства Ірландії, а в 1367 році він був призначений верховним лорд-суддею Ірландії «ad placitum», тобто за бажанням короля. У 1370 році він залишив посаду верховного лорд-судді Ірландії на користь Вільяма де Скіпвіта, але залишився звичайним суддею Суду Королівської Лави. Зберігся запис двох суддів, які засідали разом у Кілкенні, щоб розглянути позов про спадщину, поданий Філіпом Овері. У 1372 році його знову призначили верховним лорд-суддею, і він виконував обов'язки заступника Вільяма Тені, лорд-канцлера Ірландії (без повноважень охоронця Великої Державної Печатки Ірландії) у проведенні засідань у Вотерфорді в 1375 році, оскільки Вільям Тені був надто зайнятий справами короля в Лейнстері для виконання своїх регулярних функцій. Він був свідком листів-патентів про призначення нового лорд-лейтенанта Ірландії в 1377 році. Його повноваження депутата було продовжено, коли Вільям Тені поїхав до Англії, щоб доповісти про стан ірландських справ.
У 1381 році було погоджено, що через його додаткові витрати на державні справи йому повинні платити на 30 фунтів стерлінгів на рік понад його звичайне жалування. У 1382 році він знову залишив посаду верховного лорд-судді Ірландії судді, щоб стати звичайним суддею Суду Королівської Лави. Він отримав додаткову винагороду за свої витрати на державні справи, перебуваючи на посаді судді. У 1378 році за його петицією, в якій він скаржилася на велику заборгованість із зарплати, було проведено повне розслідування. Результатом розслідування стала надзвичайно детальна розбивка належних гонорарів: здається, Кеппоку не виплачували повну зарплату протягом чотирьох років. Винесено розпорядження про виплату йому в повному обсязі.
У 1373—1374 роках разом із двома колегами, Волтером Коттереллом і Вільямом де Карлелом, він провів тривале розслідування права англійської корони на скарбницю в графствах Вексфорд і Вотерфорд, яке, здається, було розширено до загального розслідування на прерогативні права Корони Англії в цих двох графствах. Суддям також було надано право арештовувати кораблі. У 1375 році Кеппок був призначений розглядати скарги громадян Дрогеди щодо спроб деяких осіб заблокувати імпорт зерна.
Починаючи з 1377 року його регулярно викликали на засідання парламенту Ірландії, що свідчило про його зростаюче політичне становище. У грудні 1381 року, коли Едмунд Мортімер, ІІІ граф Марч, лорд-лейтенант Ірландії, був убитий у сутичці в графстві Корк, Кеппок був одним із старших суддів, що викликали світських і духовних перів, щоб повідомити їм про смерть графа, і попросив їх вибрати лорд-заступника на його місце. У тому ж році було погоджено, що він отримує додаткові 30 фунтів на рік понад його звичайну зарплату. Ймовірно, він був тим самим «Джоном Кеппагом», який був одним із двох суддів, призначених для розгляду справи про розбійництво в 1401 році.

### Родина
Десь після 1358 року Кеппок одружився з двічі овдовілою Матильдою Гернун. Її першим чоловіком був Вільям де Ноттінгем, син Роберта де Ноттінгема, який кілька разів був лорд-мером Дубліна, а її другим чоловіком був Джон Гернун, головний суддя Ірландської спільної судової палати. Відомо, що у Кеппока і Матильди не було дітей, хоча у Матильди був син Джон від Гернуна, який, здається, досяг повноліття до 1350 року.

### Смерть і пам'ять
Кеппок помер у 1404 році. Він заслужив високу похвалу від Корони Англії за свою «обачність і лояльність».